# Obkurczenie się neuronu
Obkurczenie się neuronu (skurczenie – ang.shrinkage) – zmiana zwyrodnieniowa neuronów.
Typowo występuje w:
- MSA
- chorobie Friedreicha
- chorobie Huntingtona[1]